# Хендерсон, Зенна
Зенна Хендерсон (англ. Zenna Henderson, урождённая Кларсон, англ. Chlarson; 1 ноября 1917, Тусон, штат Аризона — 11 мая 1983, там же) — американская писательница, автор научно-фантастических романов и рассказов.
Окончила колледж штата Аризона (1940), на протяжении многих лет работала школьной учительницей, в том числе в школе для детей японского происхождения, интернированных в Аризоне в годы Второй мировой войны.
С 1952 г. публиковала фантастические рассказы в специализированной периодике. В 1961 г. вышел первый из серии романов Хендерсон «Люди» (англ. The People) — о пришельцах, чья родная планета погибла, а сходство с людьми позволило более или менее успешно ассимилироваться в Соединённых Штатах Америки конца XIX века; один из романов серии послужил основой для одноимённого телефильма (1972), ставшего режиссёрским дебютом Джона Корти и спродюсированного Фрэнсисом Фордом Копполой. Одна из первых женщин-фантастов США, Хендерсон часто писала от женского лица и делала учительниц главными героинями, затрагивала темы детства и школьного обучения.
Умерла от рака.